# Chaitika
 (novembre 2024).
Si vous disposez d'ouvrages ou d'articles de référence ou si vous connaissez des sites web de qualité traitant du thème abordé ici, merci de compléter l'article en donnant les références utiles à sa vérifiabilité et en les liant à la section « Notes et références ».

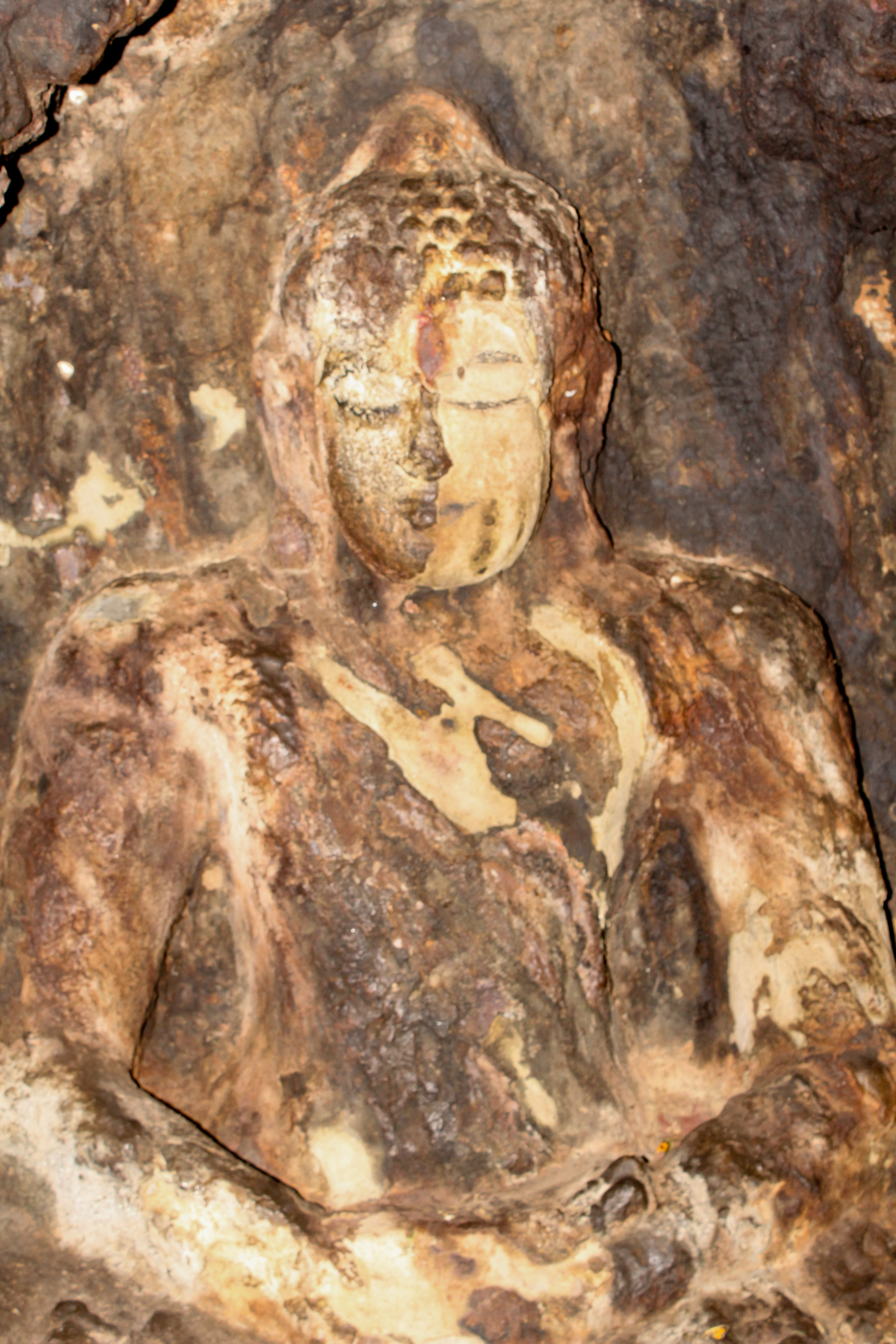
Statue du Bouddha à Bojjannakonda, Andhra Pradesh

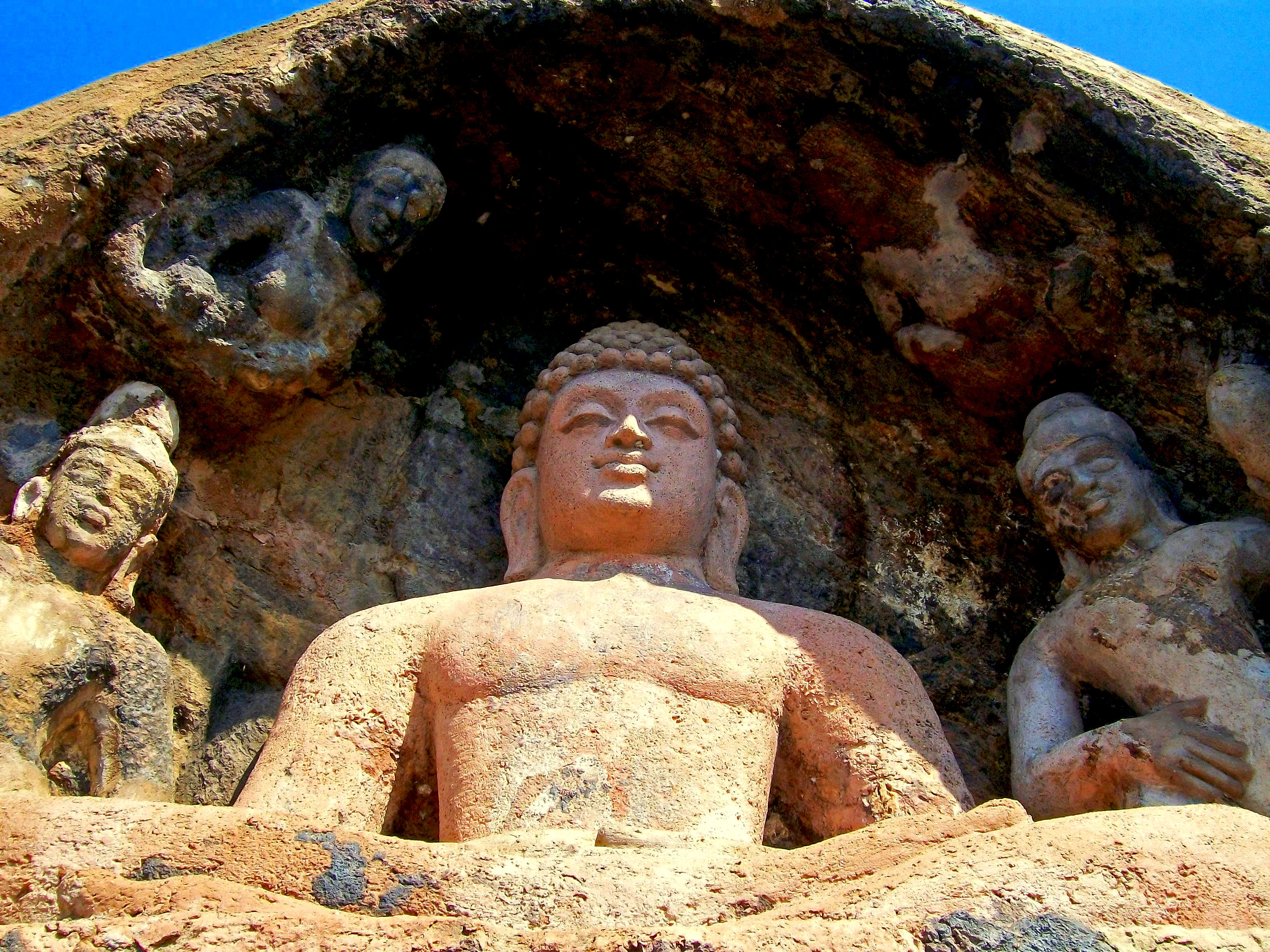
Statue du Bouddha à Bojjannakonda, Andhra Pradesh

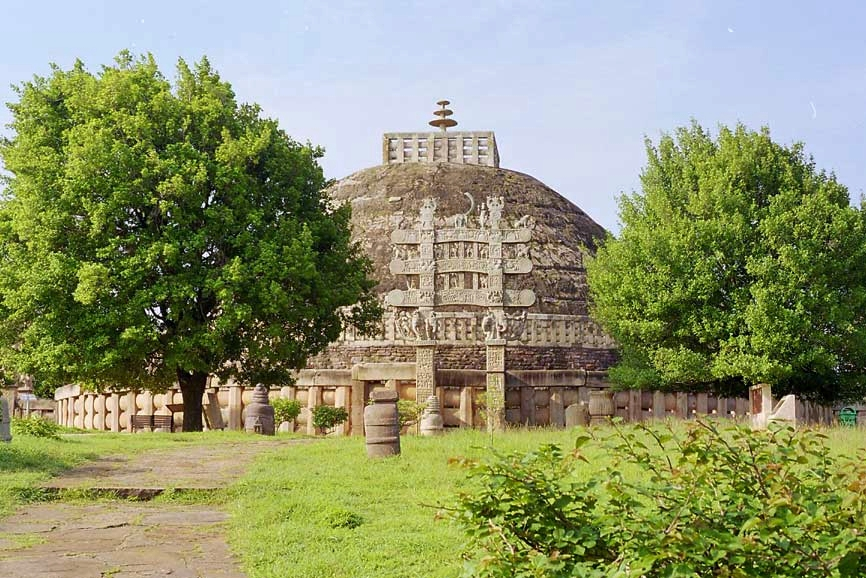
Le grand stupa de Sanchi associé aux Caitikas

Chaitika était l'une des premières écoles bouddhistes, une sous-secte du Mahāsāṃghika. Ils étaient également connus sous le nom de secte Caityaka .
Les Chaitikas proliférèrent dans les montagnes du sud de l'Inde, d'où leur nom. Dans les écrits palis, les membres de cette secte et ses ramifications étaient généralement appelés les Andhakas, ce qui signifie « de l'Andhra côtier ».

## Histoire
Les Chaitikas se sont séparés de l'école principale Mahāsāṃghika vers le 1er ou le 2e siècle avant J.-C.  Les preuves épigraphiques de la présence des Mahāsāṃghikas dans la région de Mathura datent du premier siècle avant notre ère, et le Śāriputraparipṛcchā Sūtra date la formation des Chaitikas à 300 ans après le Bouddha. Cependant, les anciens sites bouddhistes de la basse vallée de Kṛṣṇa, notamment le stupa d'Amarāvati, Nāgārjunakoṇḍā et Jaggayyapeṭa « peuvent être retracés au moins jusqu'au troisième siècle avant notre ère, voire plus tôt ».
Les Chaitikas ont donné naissance aux Aparaśailas et aux Uttaraśailas (également appelés Pūrvaśailas). Ensemble, ils constituaient une partie importante du Mahāsāṃghika situé dans le sud de l’Inde. Deux autres sous-sectes associées aux Chaitikas comprennent les Rājagirikas et les Siddhārthikas, qui ont tous deux émergé de la région de l’Andhra vers 300 de notre ère.
Les Chaitikas auraient possédé le Grand Stupa de Sanchi. Le Grand Stupa fut commandé pour la première fois par Asoka au IIIe siècle avant J.-C. et devint connu comme un lieu de pèlerinage bouddhiste. Dans les grottes d'Ajaṇṭā, la seule référence épigraphique à une ancienne secte bouddhiste est celle des Chaitikas, qui est associée à une image emblématique de la grotte 10. Les Mahāsāṃghikas étaient généralement associés à la vénération précoce des images anthropomorphes de Bouddha.
Lorsque Xuanzang visita Dhānyakaṭaka, il écrivit que les moines de cette région étaient des Mahāsāṃghikas, et il mentionna spécifiquement les Pūrvaśailas. Près de Dhānyakaṭaka, il rencontra deux bhikṣus Mahāsāṃghikas et étudia l'abhidharma Mahāsāṃghika avec eux pendant plusieurs mois, période pendant laquelle ils étudièrent également ensemble divers śāstras Mahāyāna sous la direction de Xuanzang.

## Doctrine

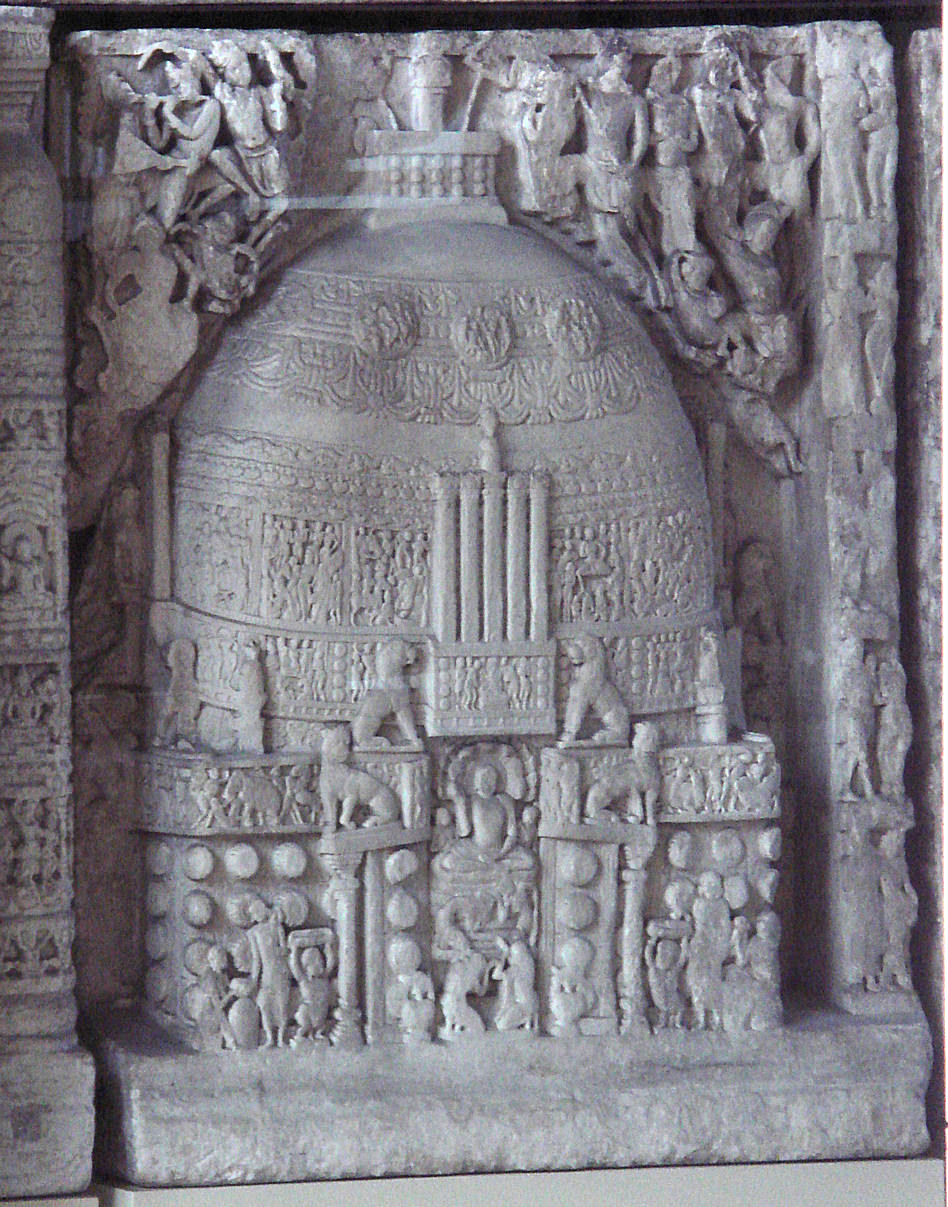
Tambour en pierre du stupa d'Amaravati

Les écoles mahāsāṃghika du sud, comme les Chaitikas, prônaient l'idéal du bodhisattva, le bodhisattvayāna, au détriment de celui de l'arhat ou du śrāvakayāna, et considéraient les arhats comme faillibles et toujours sujets à l'ignorance. La principale école chaitika, ainsi que les Aparaśailas et les Uttaraśailas, mettaient tous l'accent sur le caractère transcendantal et surnaturel du Bouddha.
Xuanzang considérait que la doctrine mahāsāṃghika du mūlavijñāna (« conscience racine ») était essentiellement la même que la doctrine yogacara de l'ālāyavijñāna (« conscience entrepôt »). Il nota également que la doctrine du mūlavijñāna était contenue dans les āgamas des mahāsāṃghikas.

## Relation avec le Mahāyāna

### Associations
A. K. Warder soutient que le Mahāyāna s'est « presque certainement » d'abord développé à partir des écoles Mahāsāṃghika du sud de la région d'Āndhra, parmi les communautés monastiques associées aux Caitikas et à leurs sous-sectes.
Anthony Barber et Sree Padma notent que « les historiens de la pensée bouddhiste savent depuis longtemps que des penseurs bouddhistes Mahayana aussi importants que Nāgārjuna, Dignāga, Candrakīrti, Āryadeva et Bhāviveka, entre autres, ont formulé leurs théories alors qu'ils vivaient dans des communautés bouddhistes de l'Āndhra ».

### Patronage royal
Certains des premiers sūtras du Mahāyāna font référence à de riches donatrices et apportent la preuve qu’ils ont été élaborés dans la région de l’Āndhra, où les Caitika étaient prédominants. Le Mahāyāna Mahāmegha Sūtra, par exemple, donne une prophétie au sujet d’une princesse royale de la dynastie Śatavāhana qui vivra à l’Āndhra, le long du fleuve Kṛṣṇa, à Dhānyakaṭaka, sept cents ans après le parinirvāṇa du Bouddha.
Plusieurs érudits, comme Étienne Lamotte et Alex et Hideko Wayman, associent la dynastie Āndra Ikṣvāku au mécénat des sūtras Mahāyāna. Les preuves épigraphiques à Nāgārjunikoṇḍa fournissent également de nombreuses preuves de donateurs royaux et féminins riches.

### Prajñāpāramitā
Plusieurs érudits ont avancé l'hypothèse que les enseignements de la Prajñāpāramitā Mahāyāna auraient été développés par la sous-secte Chaitika des Mahāsāṃghikas. Ils pensent que l'Aṣṭasāhasrikā Prajñāpāramitā Sūtra serait originaire des écoles Mahāsāṃghikas du sud de la région d'Āndhra, le long du fleuve Kṛṣṇa. Guang Xing déclare : « Plusieurs érudits ont suggéré que la Prajñāpāramitā se serait probablement développée parmi les Mahāsāṃghikas du sud de l'Inde, dans le pays d'Āndhra, sur le fleuve Kṛṣṇa ». Ces Mahāsāṃghikas possédaient deux monastères célèbres près de l'Amarāvati et du Dhānyakaṭaka, qui ont donné leur nom aux écoles des Pūrvaśailas et des Aparaśailas. Chacune de ces écoles possédait un exemplaire de l'Aṣṭasāhasrikā Prajñāpāramitā Sūtra en Prakrit. Guang Xing estime également que la vision du Bouddha donnée dans l'Aṣṭasāhasrikā Prajñāpāramitā Sūtra est celle des Mahāsāṃghikas. Edward Conze estime que ce sūtra est né vers 100 av. J.-C.

### Tathagatagarbha
Brian Edward Brown, spécialiste des doctrines du Tathāgatagarbha, écrit qu'il a été déterminé que la composition du Śrīmālādevī Siṃhanāda Sūtra a eu lieu pendant la dynastie Āndra Ikṣvāku au 3e siècle de notre ère, en tant que produit des Mahāsāṃghikas de la région d'Āndhra (c'est-à-dire les écoles Caitika). Alex Wayman a souligné onze points d'accord complet entre les Mahāsāṃghikas et le Śrīmālā, ainsi que quatre arguments majeurs en faveur de cette association. Après sa composition, ce texte est devenu le principal défenseur scripturaire en Inde du potentiel universel de la bouddhéité. Anthony Barber associe également le développement antérieur du Tathāgatagarbha Sūtra aux Mahāsāṃghikas et conclut que les Mahāsāṃghikas de la région de l'Āndhra étaient responsables de la création de la doctrine du Tathāgatagarbha.

### Canons du Bodhisattva
Au 6e siècle de notre ère, Bhāviveka parle des Siddhārthikas utilisant un Vidyādhāra Piṭaka, et des Aparaśailas et Uttaraśailas (Pūrvaśailas) utilisant tous deux un Bodhisattva Piṭaka, impliquant des collections de textes Mahāyāna au sein de ces écoles Caitika. Au cours de la même période, Avalokitavrata parle des Mahāsāṃghikas utilisant un « Grand Āgama Piṭaka », qui est alors associé à des sūtras Mahāyāna tels que la Prajñāparamitā et le Sutra des Dix Étapes. Avalokitavrata déclare également que les sūtras Mahāyāna tels que la Prajñāparamitā étaient récités par les Aparaśailas et les Pūrvaśailas.
Selon le texte theravādin Nikāyasaṅgraha, la grande collection Mahāyāna appelée Mahāratnakūṭa Sūtra (Taishō Tripiṭaka, 310) a été composée par les « Andhakas », c'est-à-dire les écoles Chaitika de la région d'Āndhra. Cette collection comprend le Śrīmālādevī Siṃhanāda Sūtra, le Sukhāvatīvyūha Sutra plus long, l'Akṣobhyavyūha Sūtra, un long texte appelé le Bodhisattva Piṭaka, et d'autres. La collection Mahāratnakūṭa totalise 49 Mahāyāna Sūtras, divisés en 120 fascicules dans la traduction chinoise

## Conflits avec Theravada
Dans la tradition Mahāvihara de l'école Theravāda, Buddhaghoṣa a regroupé les écoles Chaitika de la région de l'Āndhra, telles que les Rājagirikas et les Siddhārthikas, sous le nom d'« Andhakas ». Des ouvrages tels que le Kathāvatthu montrent que les polémiques Mahāvihara étaient principalement dirigées contre ces « Andhakas » en Inde.

### Authenticité textuelle
Les écoles Chaitika rejetaient les textes post-Asokan utilisés par la tradition du Maha Viharaya d'Anuradhapura, tels que le Parivara, les six livres de l'Abhidharma, le Patisambhidamagga, le Niddesa, certains contes Jataka, certains vers, etc. Par exemple, les Chaitikas affirmaient que leurs propres contes Jataka représentaient la collection originale avant que la tradition bouddhiste ne se divise en différentes lignées.

### Interprétation des textes bouddhistes
Le Kathāvatthu relate une dispute entre les Mahāviharavasins et les Andhakas, qui portait sur une question fondamentale concernant l'interprétation des enseignements du Bouddha. Les Andhakas auraient soutenu que les actions et les paroles du Bouddha étaient supra-mondaines, mais certains ne perçoivent que l'interprétation conventionnelle ou mondaine. Pour la branche Mahāsāṃghika du bouddhisme, la signification ultime des enseignements du Bouddha était « au-delà des mots », et les mots n'étaient qu'une exposition conventionnelle du Dharma. Les Mahāviharavasins Theravada, au contraire, soutenaient que les interprétations littérales des enseignements du Bouddha étaient les meilleures.